# Пая (Гаваї)
Пая (англ. Paia) — переписна місцевість (CDP) в США, в окрузі Мауї штату Гаваї. Населення — 2470 осіб (2020).

## Географія
Пая розташована за координатами 20°54′32″ пн. ш. 156°22′9″ зх. д. / 20.90889° пн. ш. 156.36917° зх. д. (20.909007, -156.369254).  За даними Бюро перепису населення США в 2010 році переписна місцевість мала площу 19,33 км², з яких 15,88 км² — суходіл та 3,45 км² — водойми.

## Демографія
Згідно з переписом 2010 року, у переписній місцевості мешкало 2668 осіб у 932 домогосподарствах у складі 548 родин. Густота населення становила 138 осіб/км².  Було 1052 помешкання (54/км²).
Расовий склад населення:
| - 42,7 % — білих - 23,8 % — азіатів - 7,7 % — вихідців з тихоокеанських островів - 0,6 % — корінних американців - 0,2 % — чорних або афроамериканців - 1,5 % — осіб інших рас |

До двох чи більше рас належало 23,5 %. Частка іспаномовних становила 10,2 % від усіх жителів.
За віковим діапазоном населення розподілялося таким чином: 20,9 % — особи молодші 18 років, 68,4 % — особи у віці 18—64 років, 10,7 % — особи у віці 65 років та старші. Медіана віку мешканця становила 37,7 року. На 100 осіб жіночої статі у переписній місцевості припадало 106,2 чоловіків;  на 100 жінок у віці від 18 років та старших — 103,6 чоловіків також старших 18 років.
Середній дохід на одне домашнє господарство  становив 90 015 доларів США (медіана — 71 250), а середній дохід на одну сім'ю — 89 815 доларів (медіана — 83 906). За межею бідності перебувало 7,5 % осіб, у тому числі 10,1 % дітей у віці до 18 років та 12,3 % осіб у віці 65 років та старших.
Цивільне працевлаштоване населення становило 1489 осіб. Основні галузі зайнятості: мистецтво, розваги та відпочинок — 20,3 %, освіта, охорона здоров'я та соціальна допомога — 19,9 %, роздрібна торгівля — 13,6 %, науковці, спеціалісти, менеджери — 11,6 %.